# Hemibystra erythrocephala
Hemibystra erythrocephala är en stekelart som först beskrevs av Cameron 1906.  Hemibystra erythrocephala ingår i släktet Hemibystra och familjen brokparasitsteklar. Inga underarter finns listade i Catalogue of Life.